# Vũ Tá Lý
Vũ Tá Lý hay Võ Tá Lý (? - ?) là tướng lĩnh thời Lê mạt trong lịch sử Việt Nam.

## Cuộc đời
Vũ Tá Lý quê ở làng Hà Hoàng, tổng Thượng Thất, huyện Thạch Hà, phủ Hà Hoa, trấn Nghệ An, nay thuộc thị trấn Thạch Hạ, huyện Thạch Hà, tỉnh Hà Tĩnh, là con trai thứ tám của Hà quận công Vũ Tá Hán, em của Nham quận công Vũ Tá Bảng. Vũ Tá Lý được phong làm Thể quận công, thường gọi là Quận Thể.
Từ năm 1737, ở Đàng Ngoài nổ ra nhiều cuộc khởi nghĩa, nổi dậy. Năm 1739, Đỗ Tế khởi nghĩa ở châu Sơn Dương, Nho Bồng khởi nghĩa ở huyện Phượng Nhãn. Năm 1740, Vũ Tá Lý được chúa Trịnh Doanh trao chức Chinh tây đại tướng quân, đem quân trấn áp, bắt được Tế và Bồng ở huyện Yên Lạc. Bộ tướng của Tế, Bồng là Nguyễn Danh Phương rút về Tam Đảo mưu đồ khôi phục. Vũ Tá Lý được cùng với Đốc lãnh Trần Đình Miên, Bồi tụng Nguyễn Bá Lân đem quân đi Sơn Tây đánh Hoàng Công Chất.
Không rõ hậu sự của Vũ Tá Lý.

## Thờ phụng
Vũ Tá Lý cùng các tướng lĩnh trong dòng họ được phối thờ ở miếu Quan Quận. Miếu được xây năm 1909, từng bị phá hủy và được khôi phục năm 2012.

## Truyền thuyết
Tương truyền, khi đánh Nguyễn Hữu Cầu ở Sơn Nam, Vũ Tá Lý bị trúng đạn vào một bên mắt. Ông liền móc mắt ra nuốt để khơi dậy sĩ khí, được so với Hạ Hầu Đôn trong Tam quốc diễn nghĩa. Để lại phương ngôn: Người Nghệ An, gan Thạch Hà. Tuy nhiên, theo Nghệ An ký, người thực hiện hành động trên là Vũ Tá Sắt, một tướng lĩnh đồng tộc sống cùng thời với Vũ Tá Lý.